# Иконология

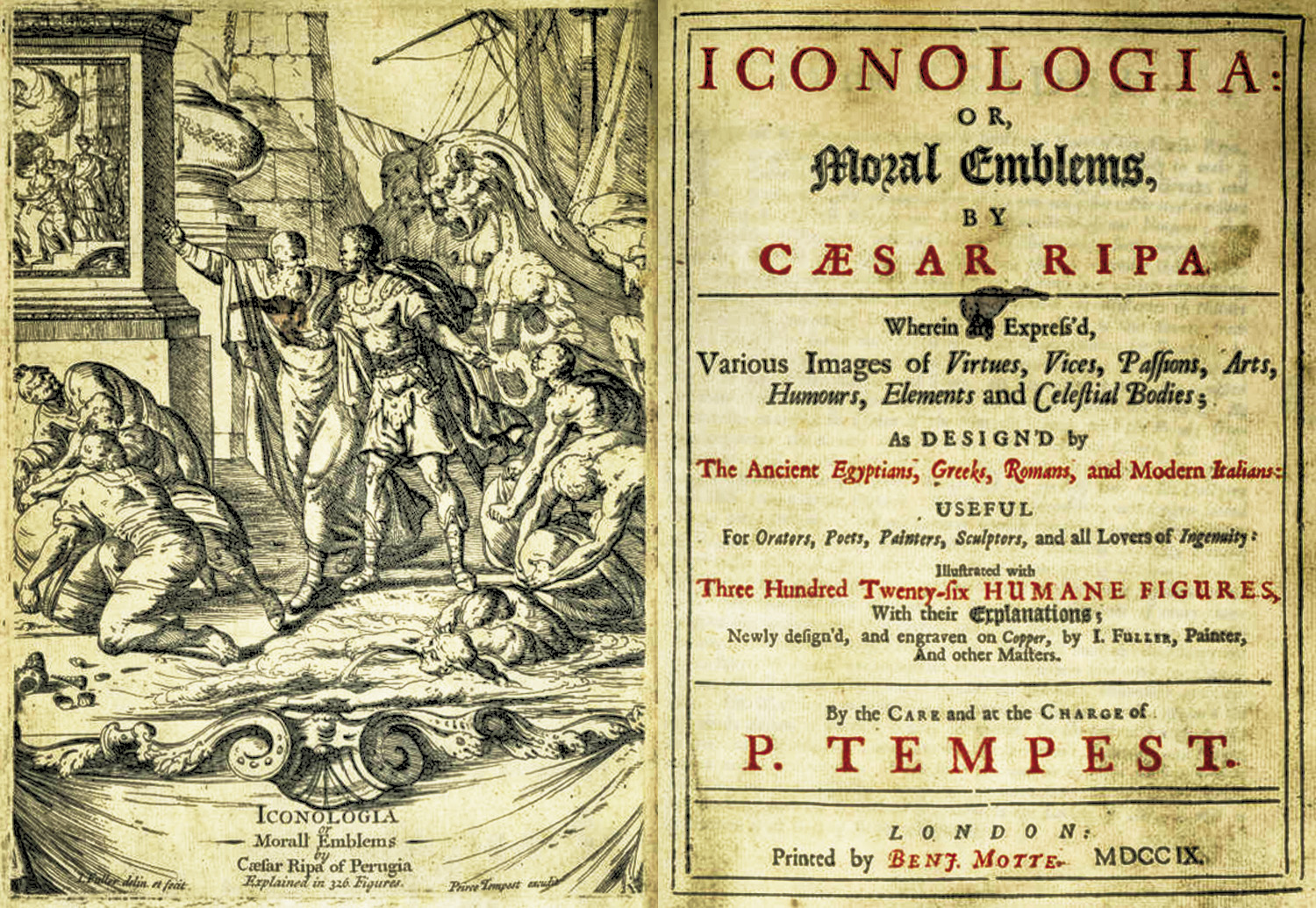
Титульный лист книги Чезаре Рипа «Иконология». Английское издание 1709 года

Иконология (от др.-греч. εικών — картина, и λόγος — учение) — творческий метод изучения искусства и «область знания, раскрывающая художественный смысл изображения, значение художественных форм в контексте определённого исторического типа искусства, направления, течения, стиля». Иконология пользуется данными иконографии — предписаниями того, как надлежит изображать те или иные сюжеты, но, в отличие от иконографии, «воссоздаёт литературными средствами „сценарий“ художественного произведения во всей полноте и целостности».

## Иконологическая теория и методика изучения искусства
Термин впервые появился в заголовке сочинения Чезаре Рипы «Иконология» (1593). Основы иконологии в применении к музейному делу закладывал итальянский учёный Паоло Джовио (1483—1552) своей коллекцией, известной под названием «Серия Джовио».
Иконологическую методику успешно использовал немецкий учёный Аби Варбург, в 1892 году, в докторской диссертации, посвящённой двум картинам Боттичелли — Рождение Венеры и Весна (1892). Иконологический анализ он впервые продемонстрировал на Десятом Международном конгрессе историков искусства в Риме (1912), описывая свою методику работы над фресками, изображающими месяцы года во дворце Скифанойя в Ферраре. Благодаря этому Варбург сумел истолковать астрологическое содержание и сложную символику этой настенной росписи.
Иконографический анализ начал широко применяться учениками и сотрудниками Варбурга, так называемой Варбургской школой. Важную роль в распространении иконологических идей сыграла Библиотека Варбурга. В декабре 1933 года фонды «Библиотеки Варбурга», насчитывавшие 60 000 томов по различным областям знания, усилиями его друзей и учеников, были спасены от нацистов и переправлены из Гамбурга в Лондон. К 1944 году библиотека Варбурга официально стала частью Университетской библиотеки Лондона как «Институт Варбурга». Она была включена в Институт искусства Курто при Лондонском университете. Учениками и последователями Варбурга были сотрудники «Института Варбурга» в Лондоне: Рудольф Виттковер, Эдгар Винд, Фриц Заксль, Энтони Блант, Отто Курц.
Дальнейшее развитие иконология получила благодаря американскому учёному немецкого происхождения Эрвину Панофскому. Панофский соотносил произведения изобразительного искусства с литературными текстами, не всегда имеющими непосредственное отношение к данному произведению, чем вызывал жёсткую критику со стороны академических искусствоведов. Недоброжелатели шутили, Панофский превратил искусствоведение в «гуманитарную науку» и конкретное произведение искусства его интересует лишь постольку, поскольку оно иллюстрирует тексты Священного писания, а Библия ему интересна «лишь в той мере, в какой её текст напоминает сюжеты „Метаморфоз“ Овидия».
Панофский искал «соответствие формы символическим значениям» и для этого использовал термин «художественная интенция» (англ. аrtistic intention). Свой метод Панофский изложил сначала в статье 1934 года, а затем в работе «Ранняя нидерландская живопись, её происхождение и характер» (Early Netherlandish Painting, Its Origins and Character, 1953). Панофский истолковал «Портрет четы Арнольфини» Яна ван Эйка (1434) не только как изображение свадебной церемонии, но и как компендиум множества скрытых символов, указывающих на таинство брака. Более подробно иконологический метод Панофский продемонстрировал в работе «Опыты по иконологии» (Studies in Iconology: Humanistic Themes in the Art of the Renaissance, 1939). В этой и последующих работах он развивал исследовательскую методику перехода от «предметного» к «символическому» прочтению изображения, которая в своей основе согласуется со средневековым принципом «интерпретаций». При этом методика «прочтения изображений» характеризуется «восхождением» от конкретно-предметного значения к скрытому от поверхностного наблюдателя символическому смыслу, что согласуется с принятой в средневековой схоластике «системой интерпретаций». Поэтому Панофский сосредоточил своё внимание на переходных этапах от античного искусства к средневековому. Отсюда также его увлечение раннехристианским, византийским и готическим искусством. Панофский прославился остроумными интерпретациями содержания «загадочных картин» Никола Пуссена «Аркадские пастухи» и Тициана «Любовь небесная и Любовь земная».
В качестве уровней иконологического анализа Панофский выделял первичное, или естественное, содержание, включающее фактическое и экспрессивное (составляющее «область художественных мотивов»), вторичное, или условное, содержание (составляющее область образов, сюжетов и аллегорий) и внутреннее значение (область «символических значений»).
В 1939 году Панофский разработал специальную трёхступенчатую методику интерпретации художественного произведения:
- Первичное непосредственное зрительное впечатление от произведения искусства;
- Второй, интеллектуальный уровень восприятия произведения путём соотнесения его формы (или элементов форм) с литературными текстами, мифологическими источниками и определение вторичных значений смысла изображения, или «области художественных мотивов» (интенций художественной формы);
- Третий, скрытый от поверхностного наблюдателя уровень восприятия, выявление на этой основе внутреннего смысла (анагогического содержания) как символической ценности в контексте определенного этапа развития культуры («области символических значений»).

«Метаморфозы искусства по Панофскому заключаются в том, что внехудожественная схоластическая символика порождает определённые художественные формы, а те, в свою очередь, демонстрируют иные символические значения; новые изобразительные мифы рождаются по принципу „зеркало в зеркале“».
Долгое время термины «иконография» и «иконология» отождествляли (по примеру трактата Ч. Рипы) либо недостаточно подчёркивали их различия. Сам Панофский писал: «Рассматривая, таким образом, чистые формы, мотивы, образы, сюжеты и аллегории как проявления лежащих в их основе принципов, мы трактуем все эти элементы как то, что Эрнст Кассирер назвал „символическими“ значениями… Выявление и интерпретация этих „символических“ значений (которые обычно не осознаются самим художником и могут даже явно отличаться от того, что он сознательно стремился выразить) составляют предмет иконографии в широком смысле».
Следует подчеркнуть характерную для искусствознания XX века путаницу в терминах. Французский историк искусства Жермен Базен отмечал, что теоретические построения Панофского долгое время претили по крайней мере «французской науке с присущим ей духом эмпиризма». К примеру, П. Франкастель, как писал Базен, не без иронии говорит о Панофском, «возжелавшим заменить рудиментарную иконологию научной иконографией». Франкастель «перепутал местами соответствующие термины (если следовать за Панофским, то в первом случае речь идёт об иконографии, а во втором — об иконологии)».
В последующее время возникали дискуссии: кого считать истинным «отцом иконологического метода»: Аби Варбурга или Эрвина Панофского. Вклад обоих учёных в историю и теорию искусства значителен. Их работы противостояли вульгарно-социологическим и позитивистским подходам к изобразительному искусству. Иконологическая методика имеет значение в исследованиях в области истории искусств как важный инструмент визуального изучения разнообразных произведений различных эпох, национального происхождения и метода воплощения.
Продолжателями иконологической традиции были Шарль де Тольнай, Эдгар Винд, а также британский историк и теоретик искусства австрийского происхождения Эрнст Гомбрих, ученик и последователь Юлиуса фон Шлоссера. С 1936 года сотрудник, а в 1959—1976 годах — директор Института Варбурга в Лондоне.